# Journey (Colin Blunstone)
| Recensione | Giudizio |
| ---------- | -------- |
| AllMusic   | [ 1 ]    |

Journey è il terzo album discografico solistico di Colin Blunstone, pubblicato dalla casa discografica Epic Records nel 1974.

## Tracce
Lato A
1. Wonderful – 5:00 (Rod Argent, Chris White)
2. Beginning – 1:23 (Colin Blunstone)
3. Keep the Curtains Closed Today – 3:15 (Colin Blunstone)
4. Weak for You – 5:25 (Pete Wingfield)
5. Beware – 3:30 (Rod Argent, Chris White)
6. Smooth Operation – 4:00 (Pete Wingfield)

Lato B
1. This Is Your Captain Calling – 4:20 (Gary Osborne, Richard Kerr)
2. Something Happens When You Touch Me – 3:55 (Colin Blunstone, Richard Kerr)
3. Setting Yourself Up – 3:22 (Colin Blunstone)
4. Brother Lover – 3:44 (Colin Blunstone, Richard Kerr)
5. Shadow of a Doubt – 3:41 (Pete Wingfield)

## Musicisti
- Colin Blunstone - voce, chitarra acustica
- Derek Griffiths - chitarra elettrica, chitarra acustica, accompagnamento vocale
- Pete Wingfield - tastiere (principali), accompagnamento vocale
- Terry Poole - basso
- Jim Toomey - batteria, percussioni
- Mike Cotton - strumento a fiato
- Nick Newell - strumento a fiato
- John Beecham - strumento a fiato
- Rod Argent - tastiere (brano: Beware), sintetizzatore
- Duncan Browne - chitarra classica
- Richard Kerr - pianoforte (brano: This Is Your Captain Calling)
- The King Singers - accompagnamento vocale, cori (brani: Wonderful, Beginning e Keep the Curtains Closed Today)
- Chris Gunning - arrangiamenti (brani: Wonderful, Beginning e Keep the Curtains Closed Today)
- Pip Williams - arrangiamento orchestra

Note aggiuntive
- Chris White - produttore
- Chris White e Rod Argent - produttori (solo brano: Beware)
- Registrazioni effettuate al Abbey Road Studios di Londra (Inghilterra)
- Peter Bown e Peter Vince - ingegneri delle registrazioni
- Mark Vigars - assistente ingegneri del suono e editore
- Simon Cantwell e Roslaw Szaybo - design interno album[3]